# Tony Olofsson
Tony Olofsson, född 10 juli 1968, är en svensk före detta professionell ishockeyspelare. Hans moderklubb är Modo AIK.
Tony spelade för Modo Hockey i Elitserien åren 1988-1991.
Tony Olofsson är far till ishockeyspelarna Jesper Olofsson och Victor Olofsson.

## Extern länk
- Presentation och statistik för Tony Olofsson som spelare  på Elite Prospects.